# Coccoloba plumieri
Coccoloba plumieri là một loài thực vật có hoa trong họ Rau răm. Loài này được Griseb. mô tả khoa học đầu tiên năm 1859.